# 康諾特酒店
干諾酒店（英語：The Connaught）是一座五星級高檔酒店，位於英國倫敦梅费尔卡洛斯坊（Carlos Place）和芒特街的路口。這座酒店由梅爾堡酒店集團所有並管理。

## 歷史
這座酒店最初開業於1815年，當時名為薩克斯柯堡王子酒店（Prince of Saxe Coburg Hotel），是亞歷山大·格里隆（Alexander Grillon）在梅费尔雅寶街開設酒店的分店之一。酒店最初是查爾斯街上的一對喬治時代建築，靠近格羅夫納廣場。第一代西敏公爵休·格羅夫納決定重新開發這一地區，街道也隨之改為卡洛斯場。1892年，建築所有者Scorrier申請重建酒店，但工程在兩年後才開始，並拆除了舊有的建築。1897年，柯堡酒店重新開業。在第一次世界大戰期間的1917年，該酒店更名為康諾特酒店，以減少其德國色彩。酒店名稱取自於第一任康諾特公爵亞瑟王子，他也是維多利亞女王的第三個兒子。
1935年，一位年輕的瑞士酒店經營者魯道夫·理查德（Rudolph Richard）成為康諾特酒店的總經理。1956年，康諾特酒店被薩伏伊集團收購。該集團也是凱萊奇酒店、伯克利酒店和薩伏伊飯店的所有者。2005年，薩伏伊集團被一個愛爾蘭人組成的投資集團收購。該集團後出售了薩伏伊飯店和萨沃伊剧院，並更名為梅爾堡酒店集團。

### 修復
2007年3月，康諾特酒店暫時關閉，以進行一項耗資達7,000萬英鎊的修復計劃。2007年12月，酒店重新開業，但客房數量少於通常開業時期。翻新計劃持續至2008年康諾特酒吧開業為止。酒店還設有一個游泳池和亞洲風格的水療。其它變化包括一個帶露台的新餐廳，以及由安德烈·科特斯（Andreas Cortes）管理的柯堡酒吧（Coburg Bar）。康諾特酒吧由調酒師阿格斯蒂諾·佩隆（Agostino Perrone）運營。該酒吧在2012年和2016年兩次獲得雞尾酒精神活力獎頒發的世界最佳雞尾酒酒吧獎，是世界唯一兩次贏得這一獎項的酒吧。

### 著名客人
有眾多名人下榻過康諾特酒店，包括愛德華七世、夏爾·戴高樂、美國海軍上將柯爾克、摩納哥王妃葛麗絲·凱莉、塞西爾·比頓、加里·格兰特、大衛·尼文、羅蘭·比歌、埃里克·克莱普顿、杰克·尼科尔森和拉尔夫·劳伦。演員亚历克·吉尼斯特別喜愛康諾特酒店。從1970年代至他2000年去世前夕，每當他在倫敦工作時，經常下榻在康諾特酒店。有一間套房經常由吉尼斯居住，他也經常和朋友在私人餐廳用餐。

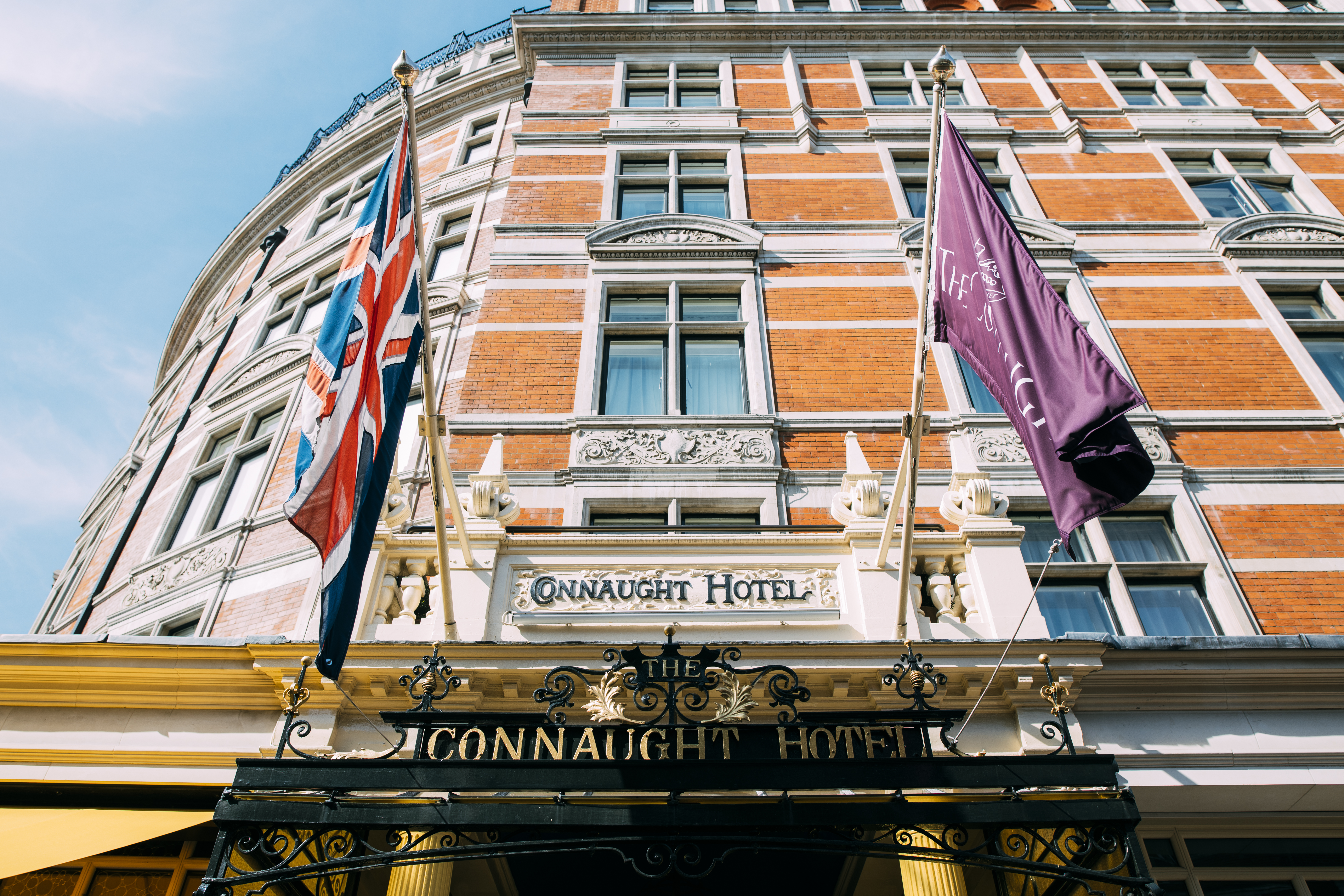
2019年時的康諾特酒店入口

## 外部連結

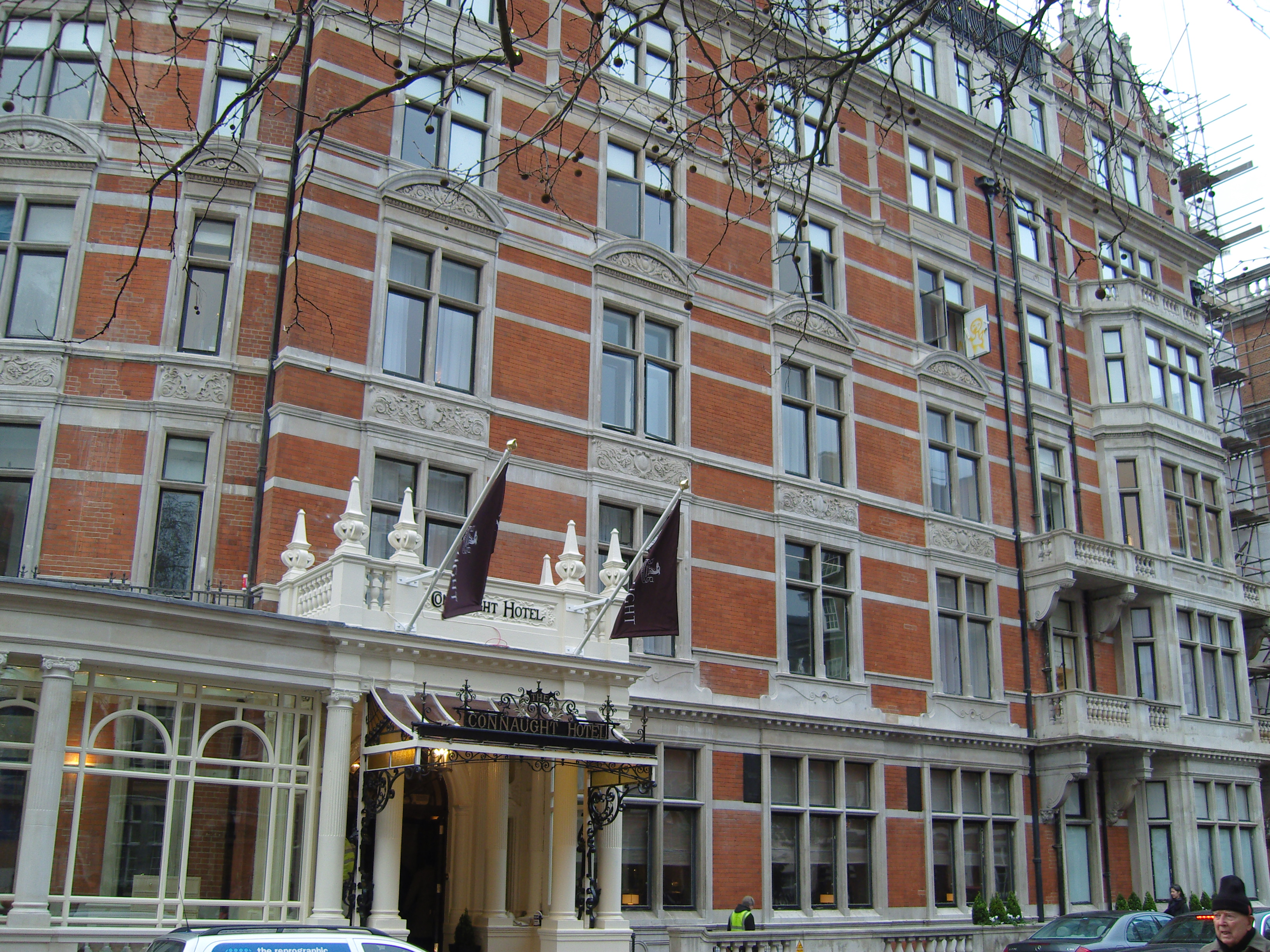
2008年時的康諾特酒店

- The Connaught website
- Architect's summary of recent work （页面存档备份，存于）
- A history of The Connaught by cosmopolis.ch （页面存档备份，存于）
- French-Indian interior architect India Mahdavi designed major parts of the hotel （页面存档备份，存于）